# Meneer Johan
Meneer Johan is een Franse stripreeks die begonnen is in 1991 met het auteursduo Philippe Dupuy en Charles Berberian die gezamenlijk optreden als zowel schrijver als tekenaar.

## Albums
| Nummer | Titel                         | Originele Franse titel             | Schrijver(s)                                           | Tekenaar(s)                       | Uitgever(s)                                    | Eerste druk    |
| ------ | ----------------------------- | ---------------------------------- | ------------------------------------------------------ | --------------------------------- | ---------------------------------------------- | -------------- |
| 1      | M'n innige geliefde conciërge | L'Amour, la Concierge              | Philippe Dupuy                                         | Philippe Dupuy                    | Les Humanoïdes Associés, Uitgeverij Oog & Blik | 1991 (NL 1999) |
| 2      | Slapeloze nachten             | Les nuits les plus blanches        | Philippe Dupuy, Charles Berberian                      | Philippe Dupuy, Charles Berberian | Les Humanoïdes Associés, Oog & Blik            | 1992 (NL 1999) |
| 3      | Vrouwen en kinderen eerst     | Les femmes et les enfants d'abord  | Philippe Dupuy, Charles Berberian, Véronique Grisseaux | Philippe Dupuy, Charles Berberian | Les Humanoïdes Associés, Oog & Blik            | 1994 (NL 1999) |
| 4      | Stil geluk                    | Vivons heureux sans en avoir l'air | Philippe Dupuy, Charles Berberian                      | Philippe Dupuy, Charles Berberian | Les Humanoïdes Associés, Oog & Blik            | 1997 (NL 1999) |
| 5      | Het houdt niet op             | Comme s'il en pleuvait             | Philippe Dupuy, Charles Berberian                      | Philippe Dupuy, Charles Berberian | Les Humanoïdes Associés, Oog & Blik            | 2001 (NL 2002) |
| 6      | Een doos te veel              | Inventaire avant travaux           | Philippe Dupuy, Charles Berberian                      | Philippe Dupuy, Charles Berberian | Dupuis                                         | 2003           |
| 7      | Een wankel evenwicht          | Un certain équilibre               | Philippe Dupuy, Charles Berberian                      | Philippe Dupuy, Charles Berberian | Dupuis                                         | 2005           |